# イマドキ男子冒険バラエティ 真夜中のプリンス
『イマドキ男子冒険バラエティ 真夜中のプリンス』（イマドキだんしぼうけんバラエティ まよなかのプリンス）は、テレビ朝日で2016年4月10日（9日深夜）から2018年4月1日（3月31日深夜）まで放送されていたジャニーズJr.がメインのバラエティ番組。

## 内容
- 番組開始前には『イマドキ男子代表のジャニーズJr.とオトナ芸能人を絡めて続々と出てくる世代間ギャップを見ていく[1]』というコンセプトが掲げられていたが、番組が開始されると『イマドキ男子のジャニーズJｒ.が、未知なる世界へ繰り出す!!芸能界の先輩にいろんなコトを教えてもらう』というコンセプトに変化し[2]、実際の番組には、初回から前番組「ガムシャラ！」にも登場していたLove-tuneからメンバーが2人準レギュラーとして登場し、毎回お笑い芸人が1人MCとして登場する形[3](一部回に例外あり。詳細は放送回内容を参照)となっている。
- そのため、番組公式ページでのイメージ画像に登場しているジャニーズJr.(岩崎大昇・髙橋優斗・今野大輝・松井奏・和田優希・佐々木大光)[2]は一切番組には登場することはなく、あくまでイメージとしての登場に留まっている。
- 番組内容は2016年においては単発企画のみだったが、2017年からは「まかない飯」「クイズ作家ツアー」などの継続企画も誕生した。
- メインのPrinceが2018年1月にCDデビューを発表しジャニーズJr.を卒業する事に伴って、2018年4月1日放送分をもって番組は終了、ジャニーズJr.のテレビ朝日番組枠は、HiHi Jets・東京B少年がメインの『裸の少年』に受け継がれた。

## 主な出演者
- 岩橋玄樹（King & Prince）
- 神宮寺勇太（King&Prince）
- 岸優太（King&Prince）
  - 毎回ジャニーズJr.のグループ「Love-tune」より2人が登場(一部回例外あり)
- 萩谷慧悟（Love-tune）
- 真田佑馬（Love-tune）
- 森田美勇人（Love-tune）
- 安井謙太郎（Love-tune）

## コーナー
- イマドキとオトナのと言えばアンサー!
  - オトナ芸能人とイマドキ男子のジャニーズJr.がお題に同時に回答する
- ○○と言えばアンサー!
  - 「○○と言えば?」と言うお題にイマドキとオトナが答え どんな世代間ギャップがあるかを探る

## 放送リスト
| 2016年 | 2016年   | 2016年                                     | 2016年                                   | 2016年                       | 2016年                              |
| 回     | 放送日   | 内容                                       | オトナ芸能人                             | イマドキ男子                 | 他                                  |
| ------ | -------- | ------------------------------------------ | ---------------------------------------- | ---------------------------- | ----------------------------------- |
| 1      | 4月10日  | 昔ながらの銭湯を体験!                      | サバンナ                                 | 岩橋、神宮寺、岸、萩谷、森田 |                                     |
| 2      | 4月17日  | 缶切りが使えない!?                         | サバンナ                                 | 岩橋、神宮寺、岸、萩谷、森田 | イマドキとオトナのと言えばアンサー! |
| 3      | 4月24日  | 最新エステを体験                           | NON STYLE                                | 岩橋、神宮寺、岸、森田、安井 | ○○と言えばアンサー!                 |
| 4      | 5月1日   | 最新美容グッズを体験                       | NON STYLE                                | 岩橋、神宮寺、岸、森田、安井 |                                     |
| 5      | 5月8日   | 広島お好み焼き作り!                        | アンガールズ                             | 岩橋、神宮寺、岸、萩谷、真田 |                                     |
| 6      | 5月15日  | 個性豊かな『苔作品』を製作!                | アンガールズ                             | 岩橋、神宮寺、岸、萩谷、真田 |                                     |
| 7      | 5月22日  | キックボクシング!                          | FUJIWARA                                 | 岩橋、神宮寺、岸、萩谷、森田 |                                     |
| 8      | 5月29日  | 可愛いネコちゃん達にJr.メロメロ!           | FUJIWARA                                 | 岩橋、神宮寺、岸、萩谷、森田 |                                     |
| 9      | 6月5日   | 芸能界を生き抜くための『ヨイショ術』       | 平成ノブシコブシ                         | 岩橋、神宮寺、岸             |                                     |
| 10     | 6月12日  | 激辛メニューの変遷                         | 平成ノブシコブシ                         | 岩橋、神宮寺、岸             |                                     |
| 11     | 6月19日  | 最新キャンプのイロハ                       | ヒデ、スギちゃん                         | 岩橋、神宮寺、岸、安井、森田 |                                     |
| 12     | 7月3日   | 最新キャンプのイロハ後編                   | ヒデ、スギちゃん                         | 岩橋、神宮寺、岸、安井、森田 |                                     |
| 13     | 7月10日  | 今話題の奥原宿へ潜入!!                     | 綾部祐二、篠原ともえ                     | 岩橋、神宮寺、岸             |                                     |
| 14     | 7月24日  | サーフィン初挑戦!&湘南エリアの絶品グルメ   | ほんこん、つるの剛士                     | 岩橋、神宮寺、岸             |                                     |
| 15     | 8月7日   | 夏の山遊び!                                | つるの剛士                               | 岩橋、神宮寺、岸、萩谷、森田 |                                     |
| 16     | 8月14日  | 真夏の肝試しナイト!                        | 島田秀平                                 | 岩橋、神宮寺、岸、安井、真田 |                                     |
| 17     | 8月21日  | 気軽に出来る『DIY』                        | バッドボーイズ佐田、スザンヌ             | 岩橋、神宮寺、岸、萩谷、森田 |                                     |
| 18     | 9月4日   | 『餃子』の魅力！                           | 福田充徳、バービー                       | 岩橋、神宮寺、岸             |                                     |
| 19     | 9月11日  | 『お肉の名店』&至高の餃子作り!             | 内山信二、福田充徳、バービー             | 岩橋、神宮寺、岸             |                                     |
| 20     | 9月18日  | 今話題のお肉が登場!                        | 内山信二                                 | 岩橋、神宮寺、岸             |                                     |
| 21     | 9月25日  | 『秋葉原』&『お肉』第3弾!                  | クロちゃん、向清太朗、内山信二           | 岩橋、神宮寺、岸、安井、萩谷 |                                     |
| 22     | 10月2日  | メイドカフェで大ハシャギ!!                 | クロちゃん、向清太朗                     | 岩橋、神宮寺、岸、安井、萩谷 |                                     |
| 23     | 10月9日  | キレッキレのヲタ芸を披露!!                 | クロちゃん、向清太朗                     | 岩橋、神宮寺、岸、安井、萩谷 |                                     |
| 24     | 10月16日 | ラーメン三昧!!                             | 村上純（しずる）、赤羽健一（サルゴリラ） | 岩橋、神宮寺、岸、安井、萩谷 |                                     |
| 25     | 10月23日 | あなた好みのラーメンがきっと見つかるはず!? | 村上純（しずる）、赤羽健一（サルゴリラ） | 岩橋、神宮寺、岸、安井、萩谷 |                                     |
| 26     | 10月29日 | ゴルフルックに身を包みゴルフ初挑戦!        | TIM                                      | 岩橋、神宮寺、岸             |                                     |
| 27     | 11月6日  | ゴルフ対決!まさかの展開に一同驚愕!?        | TIM                                      | 岩橋、神宮寺、岸             |                                     |
| 28     | 11月13日 | 下北沢を探検する!!                         | スピードワゴン                           | 岩橋、神宮寺、岸             |                                     |
| 29     | 11月20日 | ディープな下北沢の人々にJr.唖然!!          | スピードワゴン                           | 岩橋、神宮寺、岸             |                                     |
| 30     | 11月27日 | 椿鬼奴&フット岩尾が教える大人の代官山!     | 岩尾望、椿鬼奴                           | 岩橋、神宮寺、岸             |                                     |
| 31     | 12月4日  | 絶品お寿司に一同大絶賛!!                   | 岩尾望、椿鬼奴                           | 岩橋、神宮寺、岸             |                                     |
| 32     | 12月11日 | 鎌倉の名所から穴場までを紹介!!             | 村上健志（フルーツポンチ）、バービー     | 岩橋、神宮寺、岸、安井、森田 |                                     |
| 33     | 12月18日 | 鎌倉の超絶スポットをランキングで紹介!!     | 村上健志（フルーツポンチ）、バービー     | 岩橋、神宮寺、岸、安井、森田 |                                     |
| 34     | 12月25日 | Jr.達がクリスマスプレゼントをお届け!!      | お世話になった先輩方                     | 岩橋、神宮寺、岸             | 過去の名場面                        |

| 2017年 | 2017年   | 2017年                                                       | 2017年                                                           | 2017年                       | 2017年 |
| 回     | 放送日   | 内容                                                         | オトナ芸能人                                                     | イマドキ男子                 | 他     |
| ------ | -------- | ------------------------------------------------------------ | ---------------------------------------------------------------- | ---------------------------- | ------ |
| 35     | 1月8日   | お手軽なのに超ウマウマでJr.大絶賛!!                          | 馬場裕之（ロバート）、料理上手の芸能人                           | 岩橋、神宮寺、岸             |        |
| 36     | 1月15日  | ロバート馬場先輩が『一人鍋』の魅力を教える!                  | 馬場裕之（ロバート）                                             | 岩橋、神宮寺、岸             |        |
| 37     | 1月22日  | 新企画『SNS探偵団』!                                         | 坪倉由幸（我が家）、アレクサンダー・川崎希、川島章良（はんにゃ） | 岩橋、神宮寺、岸             |        |
| 38     | 1月29日  | 安すぎて怖いお店を徹底調査                                   | 田中卓志（アンガールズ）                                         | 岩橋、神宮寺、岸、森田、安井 |        |
| 39     | 2月5日   | 新企画『1日転校生』                                          | 向井慧（パンサー）                                               | 岩橋、神宮寺、岸、安井、萩谷 |        |
| 40     | 2月12日  | 新企画『出来ちゃう100分』                                    | 庄司智春（品川庄司）                                             | 岩橋、神宮寺、岸             |        |
| 41     | 2月19日  | Jr.&東京ディズニーランド夢のコラボスペシャル前編             | 藤本敏史（FUJIWARA）、バービー                                   | 岩橋、神宮寺、岸、森田、真田 |        |
| 42     | 2月26日  | Jr.&東京ディズニーランド夢のコラボスペシャル後編             | 藤本敏史（FUJIWARA）、バービー                                   | 岩橋、神宮寺、岸、森田、真田 |        |
| 43     | 3月5日   | 新企画 世界のおふくろの味                                    | 柴田理恵                                                         | 岩橋、神宮寺、岸             |        |
| 44     | 3月12日  | 安すぎて怖いお店を徹底調査 第2弾                             | 柴田英嗣（アンタッチャブル）                                     | 岩橋、神宮寺、岸、萩谷、真田 |        |
| 45     | 3月19日  | 世界のおふくろの味 第2弾                                     | アントニー（マテンロウ）                                         | 岩橋、神宮寺、岸             |        |
| 46     | 3月26日  | 新企画『有名店のまかない飯』                                 | 木下隆行（TKO）                                                  | 岩橋、神宮寺、岸             |        |
| 47     | 4月2日   | クイズ作家ツアー（1）                                        | 柴田英嗣（アンタッチャブル）、木下隆行（TKO）                    | 岩橋、神宮寺、岸、安井、萩谷 |        |
| 48     | 4月9日   | クイズ作家ツアー（2）                                        | 柴田英嗣（アンタッチャブル）                                     | 岩橋、神宮寺、岸、安井、萩谷 |        |
| 49     | 4月16日  | 『安すぎて怖いお店を徹底調査』第3弾                          | メイプル超合金                                                   | 岩橋、神宮寺、岸、安井、萩谷 |        |
| 50     | 4月23日  | 『世界のおふくろの味』第3弾                                  | 徳井健太（平成ノブシコブシ）                                     | 岩橋、神宮寺、岸             |        |
| 51     | 4月30日  | 新企画『○○オフ会に潜入』                                     | 向井慧（パンサー）                                               | 岩橋、神宮寺、岸、安井、萩谷 |        |
| 52     | 5月7日   | 好評『クイズ作家ツアー』第2弾!!                              | 高橋茂雄（サバンナ）                                             | 岩橋、神宮寺、岸、萩谷、森田 |        |
| 53     | 5月14日  | 『有名店のまかない飯』第2弾!!                                | 川島明（麒麟）                                                   | 岩橋、神宮寺、岸             |        |
| 54     | 5月21日  | 新企画『天才発掘プロジェクト』                               | 村上健志（フルーツポンチ）                                       | 岩橋、神宮寺、岸、萩谷、森田 |        |
| 55     | 5月28日  | リアルなお金持ちの家を見てみたい!                            | （※なし）                                                        | 岩橋、神宮寺、岸             |        |
| 56     | 6月4日   | 1日転校生                                                    | 木下隆行（TKO）                                                  | 岩橋、神宮寺、岸             |        |
| 57     | 6月11日  | 『安すぎて怖いお店を徹底調査』第4弾                          | 小峠英二（バイきんぐ）                                           | 岩橋、神宮寺、岸             |        |
| 58     | 6月18日  | 『世界のおふくろの味』第4弾!!                                | 千鳥                                                             | 岩橋、神宮寺、岸             |        |
| 59     | 6月25日  | 『○○オフ会に潜入』第2弾!                                     | 木下隆行（TKO）                                                  | 岩橋、神宮寺、岸、安井、萩谷 |        |
| 60     | 7月2日   | 好評『クイズ作家ツアー』第3弾!!                              | 田中卓志（アンガールズ）                                         | 岩橋、神宮寺、岸、森田、真田 |        |
| 61     | 7月9日   | 『世界のおふくろの味』第5弾!!                                | 塚地武雅（ドランクドラゴン）                                     | 岩橋、神宮寺、岸             |        |
| 62     | 8月13日  | 新企画『真夜中グルメ調査部』                                 | 小宮浩信（三四郎）                                               | 岩橋、神宮寺、岸             |        |
| 63     | 8月20日  | 新企画『禁断の○○調査部』                                     | 村上健志（フルーツポンチ）                                       | 岩橋、神宮寺、岸             |        |
| 64     | 9月3日   | 好評『クイズ作家ツアー』第4弾!!                              | 板倉俊之（インパルス）                                           | 岩橋、神宮寺、岸、萩谷、真田 |        |
| 65     | 9月10日  | 1年ぶりに帰ってきたあの企画『THE肉!!』                       | 内山信二                                                         | 岩橋、神宮寺、岸             |        |
| 66     | 9月17日  | 実演販売士養成所に1日転校!!                                  | 田中卓志（アンガールズ）                                         | 岩橋、神宮寺、岸             |        |
| 67     | 9月24日  | 目指せ日本代表!!                                             | 田中卓志（アンガールズ）                                         | 岩橋、神宮寺、岸             |        |
| 68     | 10月1日  | 新企画『コバンザメツアー!!』                                 | 高橋茂雄（サバンナ）                                             | 岩橋、神宮寺、岸             |        |
| 69     | 10月8日  | 『有名店のまかない飯』第3弾!!                                | 村上健志（フルーツポンチ）                                       | 岩橋、神宮寺、岸             |        |
| 70     | 10月15日 | 『安すぎて怖いお店』第5弾!!                                  | 向井慧（パンサー）                                               | 岩橋、神宮寺、岸、安井、森田 |        |
| 71     | 10月22日 | 開かずのコインロッカー徹底調査                               | 村上健志（フルーツポンチ）                                       | 岩橋、神宮寺、岸、萩谷、森田 |        |
| 72     | 10月29日 | 好評『クイズ作家ツアー』第5弾!!                              | 木下隆行（TKO）                                                  | 岩橋、神宮寺、岸、萩谷、森田 |        |
| 73     | 11月5日  | 『○○オフ会に潜入』第3弾!                                     | 柴田英嗣（アンタッチャブル）                                     | 岩橋、神宮寺、岸、安井、森田 |        |
| 74     | 11月12日 | 『有名店のまかない飯』第4弾!!                                | バービー                                                         | 岩橋、神宮寺、岸             |        |
| 75     | 11月19日 | 内山グルメツアー『冬にピッタリ鍋スペシャル』!!               | 内山信二                                                         | 岩橋、神宮寺、岸             |        |
| 76     | 11月26日 | 1日転校生〜SP編〜                                            | ロッチ                                                           | 岩橋、神宮寺、岸、萩谷、森田 |        |
| 77     | 12月3日  | 目指せ日本代表!!第2弾                                        | 斉藤慎二（ジャングルポケット）                                   | 岩橋、神宮寺、岸             |        |
| 78     | 12月10日 | 新企画『ディスり見極め王』                                   | 向井慧（パンサー）                                               | 岩橋、神宮寺、岸、安井、森田 |        |
| 79     | 12月17日 | 好評『クイズ作家ツアー』第6弾!!                              | 向井慧（パンサー）                                               | 岩橋、神宮寺、岸、安井、森田 |        |
| 80     | 12月24日 | Princeと今年お世話になった方々とでクリスマスパーティー開催!! | 村上健志（フルーツポンチ）                                       | 岩橋、神宮寺、岸             |        |

| 2018年 | 2018年  | 2018年                         | 2018年                                                             | 2018年                       | 2018年 |
| 回     | 放送日  | 内容                           | オトナ芸能人                                                       | イマドキ男子                 | 他     |
| ------ | ------- | ------------------------------ | ------------------------------------------------------------------ | ---------------------------- | ------ |
| 81     | 1月7日  | 新春開運ツアー!!・最先端運動会 | 吉村崇（平成ノブシコブシ）、村上健志（フルーツポンチ）、ネルソンズ | 岩橋、神宮寺、岸             |        |
| 82     | 1月14日 | 最先端運動会 後半戦            | 村上健志（フルーツポンチ）、ネルソンズ                             | 岩橋、神宮寺、岸             |        |
| 83     | 1月21日 | 内山『肉ツアー』               | 内山信二                                                           | 岩橋、神宮寺、岸、安井、森田 |        |
| 84     | 1月28日 | 『有名店のまかない飯』第5弾!!  | カンニング竹山                                                     | 岩橋、神宮寺、岸             |        |
| 85     | 2月4日  | ヤバすぎる趣味屋敷を大調査!    | 川島明（麒麟）                                                     | 岩橋、神宮寺、岸             |        |
| 86     | 2月11日 | 謎すぎる飲食店を大調査!        | 木下隆行（TKO）                                                    | 岩橋、神宮寺、岸             |        |
| 87     | 2月18日 | ディスり見極め王!第2弾         | 向井慧（パンサー）                                                 | 岩橋、神宮寺、岸、安井、森田 |        |
| 88     | 2月25日 | ディスり見極め王!第3弾         | 向井慧（パンサー）                                                 | 岩橋、神宮寺、岸、安井、森田 |        |
| 89     | 3月4日  | 謎すぎる飲食店を大調査!第2弾!! | 柴田英嗣（アンタッチャブル）                                       | 岩橋、神宮寺、岸             |        |
| 90     | 3月11日 | ヤバすぎる趣味屋敷を大調査!    | 村上健志（フルーツポンチ）                                         | 岩橋、神宮寺、岸             |        |
| 91     | 3月18日 | 内山『肉ツアー』               | 内山信二                                                           | 岩橋、神宮寺、岸             |        |
| 92     | 3月25日 | 街行く人のお荷物調査対決!      | （なし）                                                           | 岩橋、神宮寺、岸、安井、森田 |        |
| 93     | 4月1日  | 最終回!!                       | （なし）                                                           | 岩橋、神宮寺、岸             |        |

## スタッフ
- 構成:樅野太紀、石塚祐介、谷口マサヒト
- ナレーション:陶山章央
- TP:橋本雄司
- CAM:伊郷憲司(二)
- 音声:江川祐
- 美術:小谷知輝
- 美術進行:小笠原吾郎、柴田岳
- 小道具:石川将太
- EED:村田充、竹内美穂、長野紘也、井出慧
- MA:長谷川真哉
- 音効:岡田淳一
- 編成:池田邦晃
- 宣伝:平野三和、吉原智美
- 技術協力:ニユーテレス、オールビジョン、麻布プラザ
- 特別協力:ジャニーズ事務所
- リサーチ:伊藤史
- 制作スタッフ:平内裕也、秋元裕、原田洋輔、大元健、萩原妃奈子
- AP:小林智武、鈴木園子
- ディレクター:栗原大祐、小出泰寛、浅井裕太郎、佐々木健太、三村美絵、松尾竜二
- CD:日野力
- プロデューサー:藤本周二、細越貴子(オフィスぼくら)
- ゼネラルプロデューサー:奥田創史
- チーフプロデューサー:清水克也
- 制作協力:オフィスぼくら
- 制作著作:テレビ朝日

### 過去のスタッフ
- 構成:吉川泰生
- 編成:田中真由子
- ディレクター:小倉弘正、今村健二

## ネット局
| 放送対象地域 | 放送局                               | 系列           | 放送日時                     | 放送開始日    | 遅れ       | 備考  |
| ------------ | ------------------------------------ | -------------- | ---------------------------- | ------------- | ---------- | ----- |
| 関東広域圏   | テレビ朝日（EX）                     | テレビ朝日系列 | 日曜 1:30 - 2:00（土曜深夜） | 2016年4月10日 | 制作局     | [ 4 ] |
| 長野県       | 長野朝日放送（abn）                  | テレビ朝日系列 | 日曜 2:00 - 2:30（土曜深夜） | 2016年4月17日 | 遅れネット | [ 5 ] |
| 近畿広域圏   | 朝日放送（現:朝日放送テレビ）（ABC） | テレビ朝日系列 | 火曜 2:55 - 3:25（月曜深夜） | 2016年4月19日 | 遅れネット | [ 6 ] |
| 愛媛県       | 愛媛朝日テレビ（eat）                | テレビ朝日系列 | 水曜 1:50 - 2:20（火曜深夜） | 2016年4月20日 | 遅れネット |       |
| 青森県       | 青森朝日放送（ABA）                  | テレビ朝日系列 | 水曜 1:45 - 2:15（火曜深夜） | 2016年4月21日 | 遅れネット | [ 7 ] |
| 石川県       | 北陸朝日放送（HAB）                  | テレビ朝日系列 | 月曜 1:10 - 1:40（日曜深夜） | 2016年4月25日 | 遅れネット |       |
| 長崎県       | 長崎文化放送（NCC）                  | テレビ朝日系列 | 水曜 1:51 - 2:21（火曜深夜） | 2017年1月11日 | 遅れネット |       |

### 過去のネット局
- 岩手県・岩手朝日テレビ（IAT）：2016年4月23日 - 2017年3月18日（土曜 5:05 - 5:35）
- 広島県・広島ホームテレビ（HOME）：2016年4月21日 - 2017年3月30日（水曜 1:45 - 2:15〈火曜深夜〉）